# Vera Cruz do Oeste
Vera Cruz do Oeste este un oraș și o municipalitate din statul Paraná (PR), Brazilia.